# Astylosternus
Genre
Synonymes
- Gampsosteonyx Boulenger, 1900
- Dilobates Boulenger, 1900

Astylosternus est un genre d'amphibiens de la famille des Arthroleptidae.

## Répartition
Les 12 espèces de ce genre se rencontrent en Afrique centrale et en Afrique de l'Ouest.

## Liste des espèces
Selon Amphibian Species of the World (19 novembre 2016) :
- Astylosternus batesi (Boulenger, 1900)
- Astylosternus diadematus Werner, 1898
- Astylosternus fallax Amiet, 1978
- Astylosternus laticephalus Rödel, Hillers, Leaché, Kouamé, Ofori-Boateng, Diaz & Sandberger, 2012
- Astylosternus laurenti Amiet, 1978
- Astylosternus montanus Amiet, 1978
- Astylosternus nganhanus Amiet, 1978
- Astylosternus occidentalis Parker, 1931
- Astylosternus perreti Amiet, 1978
- Astylosternus ranoides Amiet, 1978
- Astylosternus rheophilus Amiet, 1978
- Astylosternus schioetzi Amiet, 1978

## Taxinomie
Dilobates a été placé en synonymie avec Astylosternus par 
Boulenger en 1903 et Gampsosteonyx par Parker en 1931.

## Publication originale
- Werner, 1898 : Über Reptilien und Batrachier aus Togoland, Kamerun und Tunis aus dem kgl. Museum für Naturkunde in Berlin. Verhandlungen der Kaiserlich-Königlichen Zoologisch-Botanischen Gesellschaft in Wien, vol. 48, p. 191-213 (texte intégral).